# Hymn Bułgarii
Miła Rodino – hymn państwowy Bułgarii.
Tekst hymnu napisał bułgarski student Cwetan Cwetkow Radosławow w roku 1885, gdy wyruszał na wojnę serbsko-bułgarską. Jest on również twórcą melodii. Przez lata pieśń była wielokrotnie modyfikowana. W 1964 r. Miła Rodino stała się hymnem państwowym.
Po rozpadzie bloku komunistycznego zlikwidowano trzecią zwrotkę hymnu, która swą treścią odnosiła się do Związku Radzieckiego (w słowach „z nami Moskwa”).

## Tekst
Мила Родино
wersja oryginalna
Горда Стара планина,

до ней Дунава синей,

слънце Тракия огрява,

над Пирина пламеней.

Мила Родино,

ти си земен рай,

твойта хубост, твойта прелест,

ах, те нямат край.

Паднаха борци безчет

за народа наш любим,

майко, дай ни мъжка сила

пътя им да продължим.

Мила Родино...
Kochana Ojczyzno
polskie tłumaczenie
Dumnie wznoszą się szczyty Bałkanów,

u których stóp błękitny Dunaj płynie.

Słońce Trację ogrzewa

płomieniem nad Pirynem.

Kochana Ojczyzno,

tyś ziemskim rajem,

ta twoja krasa, to twoje piękno,

ach, nie mają końca.

Wielu zginęło

za ukochany nasz naród.

matko, daj nam męską siłę,

by ich naśladować.

Kochana Ojczyzno...
Miła Rodino
transkrypcja
Gorda Stara płanina,

do nej dunawa sinej,

słynce Trakija ogriawa,

nad Pirina płamenej.

Miła Rodino,

ti si zemen raj,

twojta chubost, twojta prelest,

ach, te niamat kraj.

Padnacha borci bezczet

za naroda nasz lubim,

majko, daj ni myżka siła

pytia im da prodyłżim

Miła Rodino...